# Masō Gakuen H × H
Masō Gakuen H x H (魔装学園H×H Masō Gakuen Haiburiddo Hāto, Học viện Ma thuật Hybrid x Heart) là một bộ light novel khoa học viễn tưởng pha lẫn yếu tố hành động, harem được sáng tác bởi Kuji Masamune và vẽ minh họa bởi Hisasi. Ayakawa Riku vẽ ấn phẩm manga đăng trên tạp chí Comp Ace của Kadokawa. Bộ anime chuyển thể được công chiếu vào ngày 5 tháng 7 năm 2016.

## Cốt truyện
Một ngày nọ, Trái Đất đột nhiên hứng chịu một cuộc tấn công bất ngờ từ thế giới khác qua các cổng dịch chuyển không gian. Mười năm sau kể từ ngày định mệnh ấy, nhân loại vốn đã trải qua cuộc xâm lược kinh khủng đó đang sống tạm bợ trên một cấu trúc nổi khổng lồ gọi là Mega Floats. Một nhóm nhà khoa học được sự tài trợ hùng hậu từ khắp nơi trên thế giới đã phát triển thành công Heart Hybrid Gear, một loại vũ khí hữu hiệu giúp nhân loại chống lại những kẻ xâm lược hung hãn. Câu chuyện xoay quanh nhân vật chính Hida Kizuna một chàng trai sở hữu Heart Hybrid Gear nhưng không đủ mạnh đến mức lâm trận, đã sửa soạn đi đến học viện quốc phòng chiến lược Ataraxia theo yêu cầu của chị gái mình, học viện này là nơi có khá nhiều nữ sinh (đa phần ngực bự) sử dụng năng lực Heart Hybrid Gear đối đầu với quân xâm lược từ thế giới khác trong khi vẫn mặc bộ đồ phi công cực kỳ thiếu vải. Tại đây, Kizuna tình cờ bắt gặp Chidorigafuchi Aine, cô gái có áo giáp ma thuật Heart Hybrid Gear vừa bị quân địch đánh trúng đến mức bất tỉnh. Dù khả năng chiến đấu của Kizuna không có gì nổi trội, nên người chị gái đã gợi ý cho cậu em thực hiện những hành động tình tứ với Aine, nhờ đó có thể giúp bổ sung năng lượng đã cạn kiệt của Heart Hybrid Gear mà tương lai lại phụ thuộc vào năng lực này. Vì nhân loại, Kizuna không còn cách nào khác là phải đi khắp nơi để làm điều tương tự với những cô gái khác như thế trong cuộc chiến chống lại thế giới khác.

## Nhân vật

### Ataraxia
Hida Kizuna (飛弾 傷無 Phi Đàn Thương Vô)
Lồng tiếng bởi: Shinjuku Dotama (drama CD), Akabane Kenji (TV series)
Phi công tập sự của Lực lượng đặc nhiệm Amaterasu. Nghiêm túc, tích cực và chu đáo, các cậu trai thường ghen tỵ với anh và các cô gái thì xem anh như kẻ thù của tất cả phụ nữ. Nhưng bất chấp bị ghét bỏ thế nào, anh cũng sẽ quyết bảo vệ các thành viên của Amaterasu và đòi lại thế giới từ tay những kẻ xâm lược tàn bạo.
Chidorigafuchi Aine (千鳥ヶ淵 愛音 Thiên Điểu Uyên Ái Âm)
Lồng tiếng bởi: Kimura Ayaka (drama CD), Kageyama Akari (TV series)
Có Heart Hybrid Gear, Zeros thích hợp cận chiến. Cứng đầu, hay châm chọc, nhún nhường nhưng dễ xấu hổ một cách đáng ngạc nhiên. Vẻ ngoài thô bạo của cô có lẽ chỉ là cách để che giấu.
Yurishia Farandole (ユリシア・ファランドール Yurishia Farandōru)
Lồng tiếng bởi: Isshiki Hikaru (drama CD), Akasaki Chinatsu (TV series)
Sở hữu một Heart Hybrid Gear mạnh mẽ, chiến đấu tầm xa, Cross. Ăn vận như một người mẫu áo tắm ở Mỹ. Rất thông minh, giỏi giao tiếp với người khác. Cách suy nghĩ của cô rất người lớn và cô biết phải thể hiện làm sao trước mặt người khác.
Himekawa Hayuru (姫川 ハユル Cơ Xuyên Hayuru)
Lồng tiếng bởi: Momoi Ichigo (drama CD), Nagatsuma Juri (TV series)
Sở hữu Heart Hybrid Gear mạnh nhất thế giới, chiến đấu tầm trung, Neros. Nghiêm túc, nhưng tính khí nóng nảy. Một học sinh gương mẫu và cũng là người trong Ủy ban kỷ luật của Ataraxia. Nỗi lo lớn nhất của cô hiện nay là cô có ngực hơi nhỏ nhưng mông to so với Aine và Yurishia. Trung thực và trung thành, cô chẳng bao giờ nghi ngờ lời người khác.
Hida Reiri (飛弾 怜悧 Phi Đàn Liên Lợi)
Lồng tiếng bởi: Kawashima Rino (drama CD), Kinugawa Rika (TV series)
Chị của Kizuna. Với mái tóc dài và đẹp, văn võ song toàn. Cô là người phụ trách tổng thể của Ataraxia, hiệu trưởng của khối trung học cấp 2 và cấp 3. Để ngăn mọi người mất mạng trong cuộc chiến, cô nghiêm khắc với bản thân và người khác. Gần đây cô bị áp lực về chuyện khuyên bảo tế nhị các cô gái làm tình với em trai mình vì Heart Hybrid của họ.
Silvia Silkcut (シルヴィア・シルクカット Shiruvia Shirukukatto)
Lồng tiếng bởi: Koseki Junka (drama CD), Kino Hina (TV series)
Học sinh trao đổi đến từ vương quốc Anh, vào học ở trường trung học tại Ataraxia. Cô được Reiri hướng dẫn, hầu như là trông coi Kizuna. Nấu ăn, giặt giũ, dọn dẹp, cứ nói là cô làm được hết. Cô thích nấu món của Anh hơn.
Shikina Kei (識名 京 Thức Danh Kinh)
Lồng tiếng bởi: Nomizu Iori (TV series)
Giám đốc phòng thí nghiệm và kỹ sư trưởng.
Kurumisawa Momo (胡桃沢 桃 Hồ Đào Trạch Đào)
Lồng tiếng bởi: Aranami Kazusa (TV series)
Học sinh đứng đầu bộ phận kỹ thuật.
Hida Nayuta (飛弾 那由多 Phi Đàn Na Do Đa)
Lồng tiếng bởi: Satosaki Mei (TV series)
Mẹ của Kizuna và Reiri.

### Masters
Scarlet Fairchild (スカーレット・フェアチャイルド Sukāretto feachairudo)
Lồng tiếng bởi: Ishigami Shizuka
Gertrude Baird (ガートルード・ベアード Gātorūdo beādo)
Lồng tiếng bởi: Yuuki Yamada
Sharon Cunningham (シャロン・カニンガム Sharon kaningamu)
Lồng tiếng bởi: Horino Sayaka

### Đế quốc Batlantis
Grabel (グラベル Guraberu)
Lồng tiếng bởi: Ōkubo Rumi
Aldea (アルディア Arudia)
Lồng tiếng bởi: Yamada Natsumi

## Truyền thông

### Light novel
Light novel được viết bởi Kuji Masamune và minh họa bởi Hisasi, với thiết kế mecha của Kurogin. Cả bộ truyện đều được xuất bản dưới ấn hiệu Kadokawa Sneaker Bunko của Kadokawa. Tập đầu tiên được phát hành vào tháng 2 năm 2014. Drama CD dựa trên bộ truyện được phát hành vào tháng 3 năm 2015 do Kuji sáng tác.

#### Số tập
| #  | Ngày phát hành      | ISBN              |
| -- | ------------------- | ----------------- |
| 1  | 1 tháng 2 năm 2014  | 978-4-04-101200-0 |
| 2  | 1 tháng 6 năm 2014  | 978-4-04-101526-1 |
| 3  | 1 tháng 10 năm 2014 | 978-4-04-102011-1 |
| 4  | 1 tháng 2 năm 2015  | 978-4-04-102442-3 |
| 5  | 1 tháng 6 năm 2015  | 978-4-04-102897-1 |
| 6  | 1 tháng 10 năm 2015 | 978-4-04-102898-8 |
| 7  | 1 tháng 2 năm 2016  | 978-4-04-103752-2 |
| 8  | 1 tháng 7 năm 2016  | 978-4-04-103753-9 |
| 9  | 1 tháng 9 năm 2016  | 978-4-04-104711-8 |
| 10 | 1 tháng 2 năm 2017  | 978-4-04-104712-5 |
| 11 | 1 tháng 6 năm 2017  | 978-4-04-104713-2 |
| 12 | 1 tháng 11 năm 2017 | 978-4-04-105518-2 |
| 13 | 1 tháng 7 năm 2018  | 978-4-04-106027-8 |
| 14 | 1 tháng 9 năm 2019  | 978-4-04-108529-5 |

### Manga
Ấn phẩm manga với nét vẽ của Ayakawa Riku bắt đầu được đăng nhiều kỳ trong Comp Ace của Kadokawa vào ngày 26 tháng 6 năm 2015.

#### Số tập
| # | Ngày phát hành      | ISBN              |
| - | ------------------- | ----------------- |
| 1 | 25 tháng 6 năm 2016 | 978-4-04-104422-3 |
| 2 | 23 tháng 8 năm 2016 | 978-4-04-104432-2 |

### Anime
Tháng 9 năm 2015, bộ anime chuyển thể của Hybrid x Heart Magias Academy Ataraxia đã được công bố. Vào tháng 1 năm 2016, Kuji đã công bố qua Twitter rằng ấn phẩm này sẽ là sê-ri nhiều tập, dự kiến sẽ ra mắt vào tháng 7 năm 2016. Dàn diễn viên và nhân viên chính đã được chính thức công bố vào tháng 4 năm 2016. Phim do Furukawa Hiroyuki làm đạo diễn, Yamada Yasunori viết kịch bản, và hãng Production IMS sản xuất, với Miyai Kana phụ trách khâu thiết kế nhân vật. Ohmuro Masakatsu của hãng Dax Production đóng vai trò là đạo diễn âm thanh. Âm nhạc của bộ phim được sản xuất bởi nhãn hiệu Flying Dog của Victor Entertainment. Hai bản nhạc chủ đề sẽ được sử dụng: một bài mở đầu chủ đề và một bài kết thúc chủ đề. Bài nhạc mở đầu là "miele paradiso" do Nomizu Iori trình diễn, đồng thời cũng hát bài nhạc kết thúc chủ đề "Chi".
Anime được công chiếu vào ngày 5 tháng 7 năm 2016, và phát sóng trên các kênh AT-X, Tokyo MX, TV Saitama, Chiba TV, tvk, KBS Kyoto, Sun TV và BS11. Crunchyroll cũng phát sóng đồng bộ nguyên cả anime trên website của mình. Bộ OVA nhiều tập có tụa đề Love Room, sẽ được đính kèm trong tập đầu tiên và tập thứ hai của bản phát hành video tại gia, bao gồm mỗi tập phim trong đó. Hai tập đầu của bản phát hành video tại gia dự kiến phát hành vào ngày 30 tháng 9 năm 2016 và ngày 28 tháng 10 năm 2016.

#### Danh sách tập phim
| #  | Tựa                                                                        | Ngày công chiếu     |
| -- | -------------------------------------------------------------------------- | ------------------- |
| 1  | "Senryaku bōei gakuen -ATARAXIA-" (戦略防衛学園 -ATARAXIA-)                | 5 tháng 7 năm 2016  |
| 2  | "Setsuzoku kaisō -HEART HYBRID-" (接続改装 -HEART HYBRID-)                 | 12 tháng 7 năm 2016 |
| 3  | "Odayakanaru hibi -MEMORIES-" (穏やかなる日々 -MEMORIES-)                  | 19 tháng 7 năm 2016 |
| 4  | "Kuraimakkusu Haiburiddo -CLIMAX HYBRID-" (絶頂改装 -CLIMAX HYBRID-)       | 26 tháng 7 năm 2016 |
| 5  | "Gareki no kuni no bijo -BATLANTIS-" (瓦礫の国の美女 -BATLANTIS-)          | 2 tháng 8 năm 2016  |
| 6  | "Zessei hadan -GLADIUS-" (絶世破断 -GLADIUS-)                              | 9 tháng 8 năm 2016  |
| 7  | "Teikoku no eiyū -GRABEL-" (帝国の英雄 -GRABEL-)                           | 16 tháng 8 năm 2016 |
| 8  | "Konekutibu Haiburiddo -CONNECTIVE HYBRID-" (連結改装 -CONNECTIVE HYBRID-) | 23 tháng 8 năm 2016 |
| 9  | "Gakuen-sai -FIRST LIVE-" (学園祭 -FIRST LIVE-)                            | 30 tháng 8 năm 2016 |
| 10 | "Kessen zen'ya -INSTALL-" (決戦前夜 -INSTALL-)                             | 6 tháng 9 năm 2016  |
| 11 | "Tōkyō dakkan sakusen -APOCALYPSE-" (東京奪還作戦 -APOCALYPSE-)            | 13 tháng 9 năm 2016 |
| 12 | "Aine -AINES-" (アイネ -AINES-)                                            | 20 tháng 9 năm 2016 |